# بوسطن كاستر
بوسطن كاستر (بالإنجليزية: Boston Custer)‏ هو عسكري أمريكي، ولد في 31 أكتوبر 1848 في أوهايو في الولايات المتحدة، وتوفي في 25 يونيو 1876 في معركة لتل بيج هورن في الولايات المتحدة بسبب قتل في المعركة.